# Xylotrechus buquetii
Xylotrechus buquetii är en skalbaggsart som först beskrevs av Francis de Laporte de Castelnau och Hippolyte Louis Gory 1841. Xylotrechus buquetii ingår i släktet Xylotrechus och familjen långhorningar.
Artens utbredningsområde är:
- Laos.
- Myanmar.

Inga underarter finns listade i Catalogue of Life.